# Anna Cecilia Blum
Ana Cecilia Blum (Guayaquil, 17 maart 1972) is een Ecuadoraanse schrijfster, dichteres en journaliste. Ze studeerde politieke en sociale wetenschappen aan de Universiteit Vicente Rocafuerte Lay van Guayaquil.

## Werk
- Descanso sobre mi sombra
- Donde duerme el sueño
- I am opposed
- En estas tierras